# Danny Foster
Danny Foster es un jinete canadiense que compitió en la modalidad de salto ecuestre. Ganó dos medallas en los Juegos Panamericanos de 1991, oro en la prueba individual y plata por equipos.

## Palmarés internacional
| Juegos Panamericanos | Juegos Panamericanos | Juegos Panamericanos | Juegos Panamericanos |
| Año                  | Lugar                | Medalla              | Categoría            |
| -------------------- | -------------------- | -------------------- | -------------------- |
| 1991                 | La Habana (Cuba)     | Medalla de oro       | Individual           |
| 1991                 | La Habana (Cuba)     | Medalla de plata     | Por equipos          |